# Oecomys makampi
Oecomys makampi — вид ссавців з родини Cricetidae. Ареал виду лежить у межах таких країн: Перу.

## Морфологічна характеристика
Два відомі екземпляри Oecomys makampi, обидва дорослі, є невеликими (39–45 г), з довгим (7–9 мм) хутром на спині та повністю білим хутром на череві .

## Етимологія
Від Matses — «пацюк», у поєднанні з суфіксом -mpi, що означає «маленький».

## Середовище
Паратип опинився в пастці приблизно на 0,5 м над землею на гілці, що впала в первинному високогірному лісі.